# БЕЙСкетбол
«БЕЙСкетбол» (англ. BASEketball) — вышедшая в 1998 г. комедия режиссёра Дэвида Цукера с участием в главных ролях создателей «Южного парка» Мэтта Стоуна и Трея Паркера. Фильм рассказывает вымышленную историю особого вида спорта (придуманного Цукером задолго до съёмок фильма). Фильм был номинирован на две «премии» «Золотая малина» — для Ясмин Блит как худшей актрисы и Дженни Маккарти как худшей актрисы второго плана.

## Сюжет
Два друга придумывают для своего удовольствия новую увлекательную игру — БЕЙСкетбол, гибрид двух самых популярных американских игр — баскетбол с бейсбольными правилами.

## В ролях
- Трей Паркер — Джо Купер
- Мэтт Стоун — Дуг Ример
- Дайан Бахар — Кенни «Скуик» Сколари
- Ясмин Блит — Джина Рид
- Дженни Маккарти — Иветт Денслоу
- Роберт Вон — Бакстер Кейн
- Эрнест Боргнайн — Тед Денслоу
- Карим Абдул Джаббар — камео
- Виктория Сильвстедт — камео
- Грегори Гранберг — Уилки
- Кортни Форд — девушка с турнирной таблицей

## Культурные отсылки
- В одном из эпизодов герой Паркера издевается над толстяком голосом своего персонажа из «Южного парка» Эрика Картмана.
- Кенни «Скуику» Сколари постоянно достается, но он каждый раз не получает травм. Это напоминает персонажа из «Южного парка» Кенни Маккормика.
- В эпизоде «Южного парка» «Страсти жидовы» главные герои упоминают, что добились возврата денег после просмотра фильма «БЕЙСкетбол».